# Eric Puchner
Pour les articles homonymes, voir Puchner.
Œuvres principales
- Famille modèle
- La Musique des autres

Eric Puchner, né en 1970, est un écrivain américain.

## Biographie
Eric Puchner a publié ses nouvelles dans le Chicago Tribune, The Sun, The Missouri Review et Best New American Voices.
Il vit à Los Angeles avec la romancière Katharine Noel et leurs deux enfants.

## Œuvres

### Roman
- Famille modèle, Albin Michel, coll. « Terres d'Amérique », 2011 ((en) Model Home, 2010), trad. France Camus-Pichon, 522 p.  (ISBN 978-2-226-22978-6)

### Recueils de nouvelles
- La Musique des autres, Albin Michel, coll. « Terres d'Amérique », 2008 ((en) Music Through the Floor, 2007), trad. Laurent Bury, 230 p.  (ISBN 978-2-226-18859-5)

- Dernière journée sur terre, Albin Michel, coll. « Terres d'Amérique », 2018 ((en) Last Day on Earth, 2017), trad. Laurent Bury, 300 p.  (ISBN 978-2-226-40024-6)

## Prix
- Prix Pushcart XXVIII
- Wallace Stegner Fellowship [2]
- 2006 National Endowment for the Arts grant